# 日本教養大学
日本教養大学（にほんきょうようだいがく）は、開学が予定されていた大学。

## 概要
2018年4月に学校法人東北外語学園が仙台市に開学する予定であった。学校法人東北外語学園の法人本部には大学設置準備室が設置されていた。
科学技術は飛躍的に進歩し、知識や技能は急速に陳腐し、誰もが常に学びを継続し、グローバル化が進み人や組織が国境を越えた移動が当たり前のこの時代に、若者に本当に必要な教育を行いたいことから日本教養大学を開学する計画が始まった。
キャンパスの公用語は英語で、授業だけでなく日常会話までも英語を用いて行うことが構想されていた。授業は少人数を基本として、教員と学生の双方向でのコミュニケーションで学ぶ構想であった。

## 学部・学科
- 国際教養学部[1]
  - 国際教養学科